# هرمس
هِرمِس أو هَرْمِس أو هرميس أو هَرْميز أو هيرميز[بحاجة لمصدر] (بالإغريقية: Ἑρμῆς) ويعرفه الرومان باسم مِركوري. في أساطير الإغريق هو رسول الآلهة الإغريق وثاني أصغر آلهة الأوليمب، وإله البحارة. هو ابن زيوس ومايا بنت الجبار أطلس.
يخدم هرمس لدى زيوس كرسوله وخادمه الخاص، ويملك هرمس صندلاً مجنحاً وقبعة مجنحة كما أنه يحمل عصا ذهبية سحرية يلتف حولها ثعبانين ويترأس العصا جناحان، وتسمى العصا القادوسيوس.
ينقل هرمس أرواح الموتى إلى العالم السفلي، وكان يعتقد أنه يملك قوى سحرية على النوم والأحلام.

## هرمس معبود الرياضيين
وقد عرف هرمس بأنه إله التجارة أيضاً، كما عرف أنه حامي القوافل والقطعان. كان هرمس معبود الرياضيين، فقد كان حامي الساحات الرياضية بنوعيها: الجيمنازيوم والإستاديوم وكان يعتقد أن يمنح الحظ الحسن ووافر الثروات. وقد عرف في الأساطير أنه ذو طباع حميدة وحسنة إلا أنه كان يعتبر خصم خطير، فقد عرف عنه أنه ماكر ومحتال وسارق، فقد ذكرت بعض أساطير ولادته أنه سرق في يوم ولادته قطيع من الأبقار لأخيه إله الشمس أبولو، وقد أخفى أثرها بأنه أجبر القطيع على أن يمشون عكس مجراهم، وعندما واجهه أبولو بذلك، أنكر هرمس فعلته، في نهاية الأمر، تصالح الأخوان عندما أهدى هرمس لأبولو قيثارة اخترعها للتو.
جُسد هرمس في الفنون الإغريقية الأولى على أنه رجل ناضج، ذو لحية أما في الفنون الكلاسيكية فقد جُسد على أنه شاب رياضي أمرد.

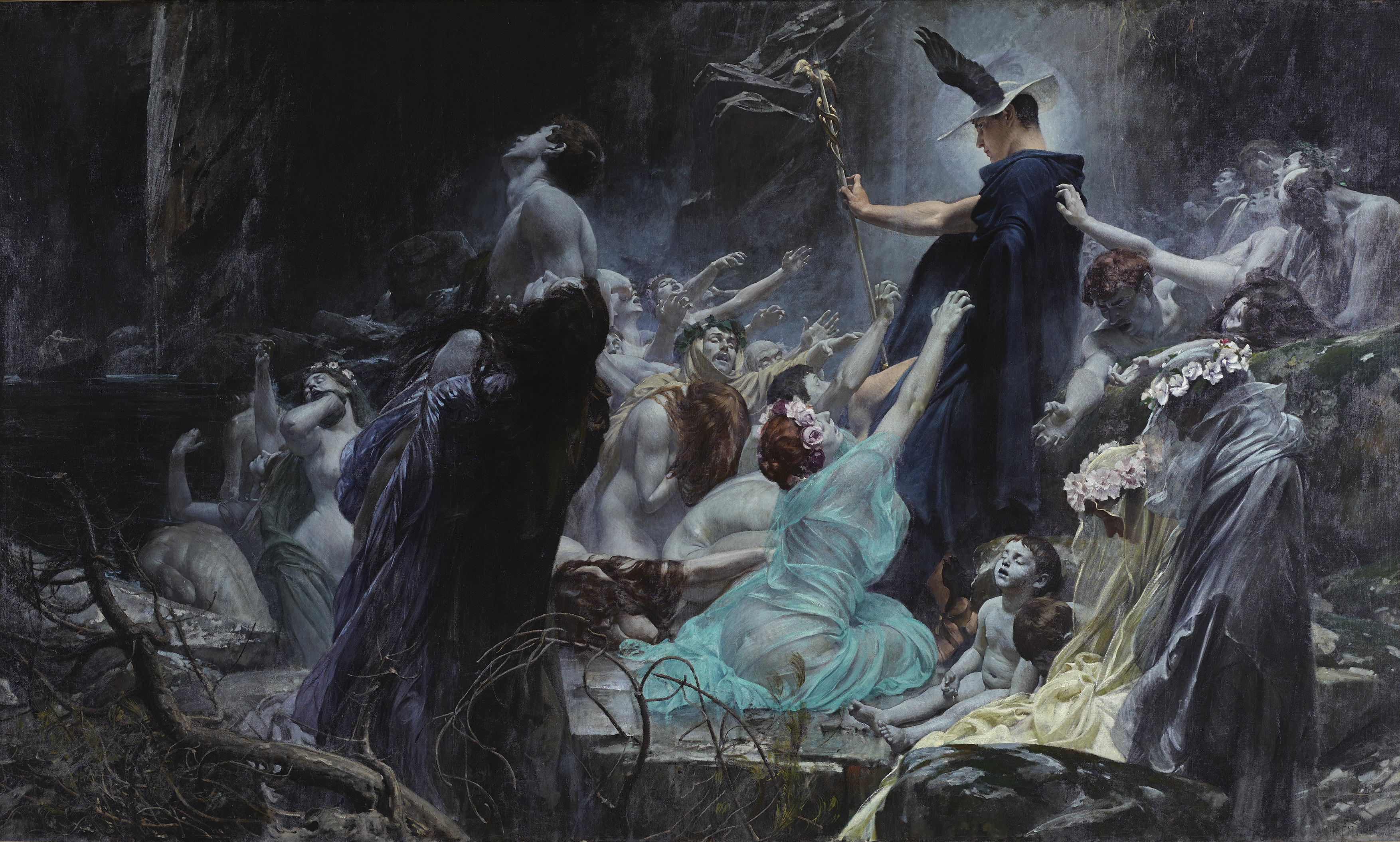
أرواح على ضفاف نهر أشيرون لوحة بريشة الرسام الألماني أدولف هيرمي هيرشل. متحف بيلفيدير. فيينا.